# Kongebrovej
Kongebrovej er en vej på Holmen i København, der forbinder Nyholm med Charlotte Amalies Bastion via Kongebroen. Vejen går mellem Danneskiold-Samsøes Allé og Krudtløbsvej.

## Historie
Broforbindelsen blev formentlig etableret i anden halvdel af 1800-tallet, men vejen fik først sit officielle navn i 1996, da Holmen blev åbnet for civile.[kilde mangler] Kongebroen har historisk spillet en vigtig rolle i forbindelsen mellem de forskellige dele af Holmen,[kilde mangler] der tidligere var et afspærret militærområde og hjemsted for flåden.